# Siekowo
Siekowo – wieś w Polsce położona w województwie wielkopolskim, w powiecie wolsztyńskim, w gminie Przemęt.

## Historia
Miejscowość pierwotnie związana była z Wielkopolską. Ma metrykę średniowieczną i istnieje co najmniej od pierwszej połowy XIII wieku. Wymieniona w dokumencie zapisanym po łacinie z 1210 pod nazwą Zecowo, 1319 Antiquum Zekow, 1391 Sekovo, 1394 Szecowo, 1397 Szekowo, Sekowo, 1398 Zekovo, 1400 Szekow, 1401 Szekovo, 1413 Szecowo Theutonicalis, 1413 Sziekowo, 1413 Siecowo, 1415 Secowo, 1417 Secow, 1417 Sziecowo, 1423 Szyekowo, 1423 Syekowo, 1427 Syecowo, 1428 utraque Seccowo, 1428 Schecowo, 1432 Maior Syecowa, 1435 Seccowa, 1443 Magnum Syekowo, 1463 Mayus Szyekowo, 1522 Szyekovo, 1543 Siekowo, 1580 Siekowo maior.
Tereny w pobliżu których leżała wieś zasiedlone jednak były wcześniej niż podają to archiwalne zapisy. Spotykane w literaturze wzmianki o osadzie z IX-XI wieku w Siekowie opierają się na materiałach z grodziska w Siekówku zwanego też Siekowem Małym.
Miejscowość była początkowo własnością książęcą, przejściowo klasztorną, a potem szlachecką należącą do lokalnej szlachty wielkopolskiej z rodu Siekowskich, którzy od nazwy wsi przyjęli odmiejscowe nazwisko. W 1463 należała do powiatu kościańskiego Korony Królestwa Polskiego. W 1468 leżała w parafii św. Andrzeja w Przemęcie.
Pierwsza wzmianka o wsi pochodzi z 1210 kiedy książę wielkopolski oraz kaliski Władysław Odonic nadał klasztorowi cystersów w Pforcie w Turyngii m.in. wieś Siekowo w celu założenia nowego klasztoru w kasztelanii przemęckiej. Fundacja ta ostatecznie nie została zrealizowana, a później Sieków zakupiło Opactwo Cystersów w Obrze za 20 grzywien. W 1319 cystersi z Obry dali Maciejowi Zielenkowicowi oraz jego synom Jaktorowi i Wawrzyńcowi dziedzinę Siekowo oraz 6 grzywien, a w zamian otrzymali Borzysław.
W latach 1391–1409 jako właściciela we wsi odnotowano asesora w sądzie ziemskim kościańskim Otta bądź Ota Siekowskiego ojca Jana, Michała, Sędziwoja, Tomasza oraz także być może Mikołaja Tumigrały. Znany jest on z historycznych dokumentów sądowych, w których procesował się o majętności w Sokołowie. W 1393 pozywał Andrzeja Sepieńskiego o kradzież pieska. W 1401 pozwał Mikołaja Warmula z Sikorzyna o zabicie kmiecia. Po śmierci Otta majątek odziedziczyła żona Śmichna oraz synowie Jan, Michał, Sędziwój, Tomasz oraz domniemany syn Mikołaj Tumigała. W 1413 wdowa po Ottonie została zachowana przez sąd przy dokumencie oprawy wdowiej zapisanej na Siekowie. Sąd oddalił pozew nieznanego bliżej Jarunowskiego przeciw Michałowi synowi Śmichny. W 1425 zrezygnowała ona ze swej oprawy zapisanej na Siekowie umarzajac list oprawny na rzecz Przybysława Gryżyńskiego.
W latach 1411–1435 odnotowany został syn Ottona oraz podsędek wschowski (w latach 1426–1436) Jan Siekowski właściciel w Siekowie, Szczepankowie oraz Ujeździe. W 1413 dowodził przed sądem, że jego czeladnicy nie ukradli 24 koni Pietraszowi Krakwiczowi. W latach 1411–1423 odnotowano także kolejnego syna Otta Michała Siekowskiego. W 1416 wraz ze swymi braćmi Mikołajem Tumigrałą oraz Janem, dziedzicami w Siekowie, pozwani zostali o 40 grzywien przez Hampla mieszczanina z Kościana. W 1420 Michał Siekowski prowadził spór sądowy z Jadwigą Szczepowską, która dowodziła, że Michał dał jej mężowi Mikołajowi ślad roli w Siekowie, ale po jego odebraniu nie miał wymagać już robocizny, żyta i siana, a w zamian zabrał jej dobra na kwotę 40 grzywien. W latach 1421–1423 stanął on także przed sądem pozwany przez opata przemęckiego o napad na Przemęt.
W latach 1413–1432 jako właściciel we wsi Siekowo oraz Charłupi Wilekiej w ziemi sieradzkiej odnotowany został, tenutariusz średzki w latach 1416–1420, obornicki w 1423, starosta inowrocławski i nieszawski w latach 1427–1431, Mikołaj Tumigrała Siekowski herbu Wczele. W 1417 odstąpił on swoim braciom Janowi, Michałowi, Sędziwojowi i Tomaszowi z Siekowa dobra należne w działach po ojcu i matce w Siekowie oraz Ujeździe, a także pieniądze należne mu po ojcu.
W latach 1432–1435 notowany w dokumentach był Teodoryk z Siekowa chorąży poznański, a później asesor w sądzie królewskim w Kościanie. W 1432 zapisał on swojej żonie Katarzynie 150 grzywien posagu oraz 250 grzywien wiana na Siekówlu wraz z fortalicjum oraz na połowie Siekowa. W latach 1435–1440 właścicielem we wsi był syn Teodoryka Domarat z Siekowa. W 1440 jego żona Katarzyna unieważniła dokument zapisu jej posagu oraz wiana na części Siekowa, ponieważ mąż oprawił jej wiano na innych dobrach, a dobra siekowskie sprzedał braciom Wojciechowi, Mikołajowi, Jakubowi oraz Michałowi Grobskim.
W dokumentach odnotowani zostali również kmiecie mieszkający we wsi. W 1422 Krolek karczmarz z Siekowa toczył proces z Dobrogostem Kiebłowskim, a w jego zastępstwie w sądzie stawał Michał Siekowski. W 1429 Andrzej Jargos kmieć z Siekowa toczył proces z Dominikiem Wilkowskim, który miał mu zapłacić 4 wiardunki w wysokości 6 groszy tytułem poręczenia za pana Korzboka. Andrzeja w sądzie zastąpił Borek Gryżyński. W 1445 pracownik Abraham z Siekowa toczył proces z Tomisławem Kluczewskim. W 1461 odnotowano kmieci Macieja Grola oraz Michała Lasznya.
Wieś odnotowały także historyczne rejestry podatkowe. W 1510 w Siekowie odnotowano 8 łanów osiadłych oraz 4 łany opuszczone. W 1530 pobrano podatki z 4,5 łana. W 1563 pobór odbył się od 5,5 łana, rzemieślnika, wiatraka, karczmy w której warzono lokalne piwo. W 1564 w Siekowie odnotowano 5 łanów. W 1580 pobrano podatki od 5 łanów, zagrodnika, rzemieślnika, 40 owiec oraz młyna dorocznego.
W 1580 wieś odnotowana po łacinie jako Siekowo maior położona była w 1580 w powiecie kościańskim województwa poznańskiego w Rzeczypospolitej Obojga Narodów.
W wyniku II rozbioru Rzeczypospolitej w 1793, miejscowość przeszła w posiadanie Prus i jak cała Wielkopolska znalazła się w zaborze pruskim. W okresie Wielkiego Księstwa Poznańskiego (1815–1848) miejscowość wzmiankowana jako Siekowo należała do wsi większych w ówczesnym pruskim powiecie Kosten rejencji poznańskiej. Siekowo należało do okręgu wielichowskiego tego powiatu i stanowiło część prywatnego majątku Wilkowo Polskie, którego właścicielem był wówczas Marceli Czarnecki. Według spisu urzędowego z 1837 Siekowo liczyło 312 mieszkańców, którzy zamieszkiwali 27 dymów (domostw).
W latach 1975–1998 miejscowość administracyjnie należała do województwa leszczyńskiego.

## Położenie i zabudowa
Obręb wsi znajduje się w zasięgu Obszaru Chronionego Krajobrazu.
Siekowo jest typową wsią wielkopolską – przydrożniczą (ulicówką), a więc rozmieszczoną wzdłuż jednej drogi, prowadzącej z Kluczewa oraz Siekówka do Wielichowa i Śniat. Znajduje się na obszarze Niziny Wielkopolsko-Kujawskiej. Wieś położona jest na obszarze łęgu obrzańskiego. W jej bezpośrednim sąsiedztwie znajdują się bowiem trzy kanały Obry: Południowy, Środkowy i Północny. Badacze zajmujący się tymi obszarami wskazują na fakt występowania na terenie Siekowa we wczesnym średniowieczu lasów i puszcz. Fakt zlokalizowania Siekowa na obszarze łęgu obrzańskiego, pozwala na wyrażenie przypuszczenia, że w krajobrazie tej wsi występowały charakterystyczne drzewostany dla lasów nadrzecznych: dąb, jesion, olcha, wierzba i wiąz.
W Siekowie na uwagę zasługuje przede wszystkim położony w parku (15 ha) pałac w stylu renesansu francuskiego. Wybudowano go w latach 1878–1879 dla Zygmunta Czarneckiego. Z przodu znajdują się okazy drzew krajowych, przede wszystkim wiązów. Jeden z nich, okaz o obwodzie 655 cm (w 2013) jest najgrubszym wiązem szypułkowym w Wielkopolsce. Na obrzeżach spichlerz z 1846 roku i inne zabudowania gospodarskie.
W miejscowości znajduje się najwyższa w Wielkopolsce, 30-metrowa drewniana wieża widokowa, zlokalizowana na szczycie Winnej Góry (ma 142 stopnie). Przy dobrej widoczności, przy użyciu teleskopu, widać stąd szczyt Śnieżki.

## Galeria

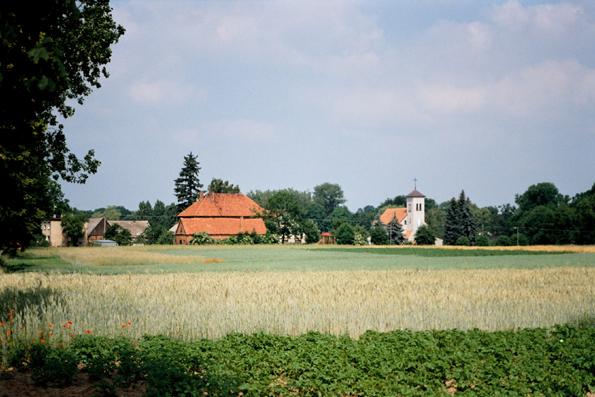
Panorama Siekowa (2009)
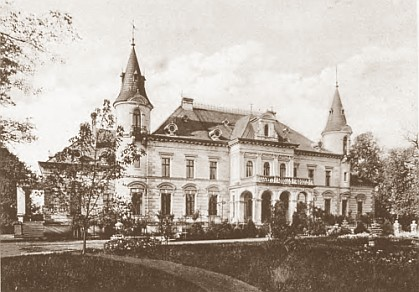
Pałac w Siekowie (archiwalne)
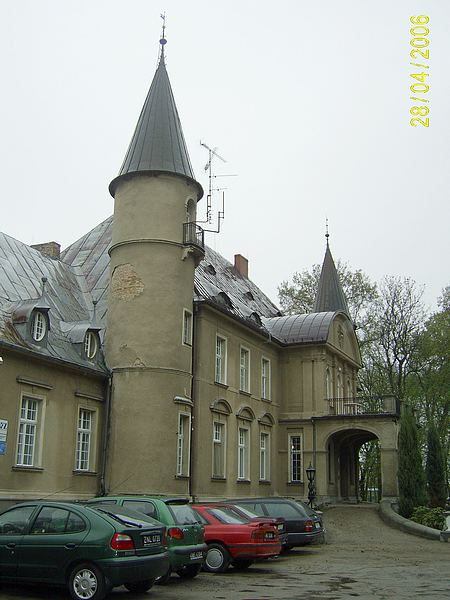
Pałac w Siekowie (2006)
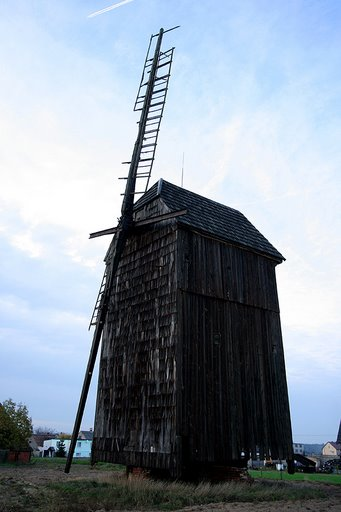
Wiatrak koźlak z 1877 (czynny do 1960)
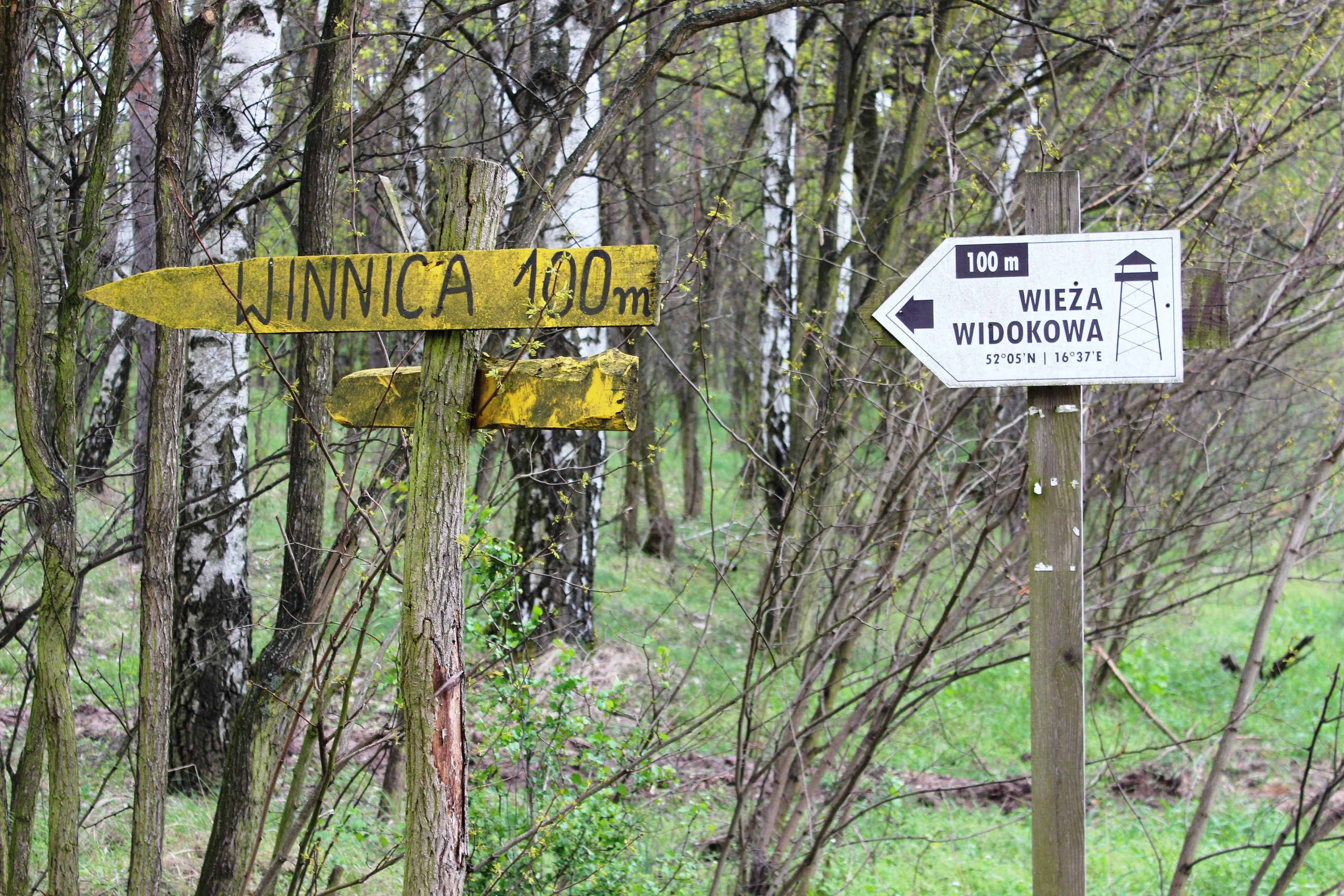
Drogowskazy do wieży widokowej
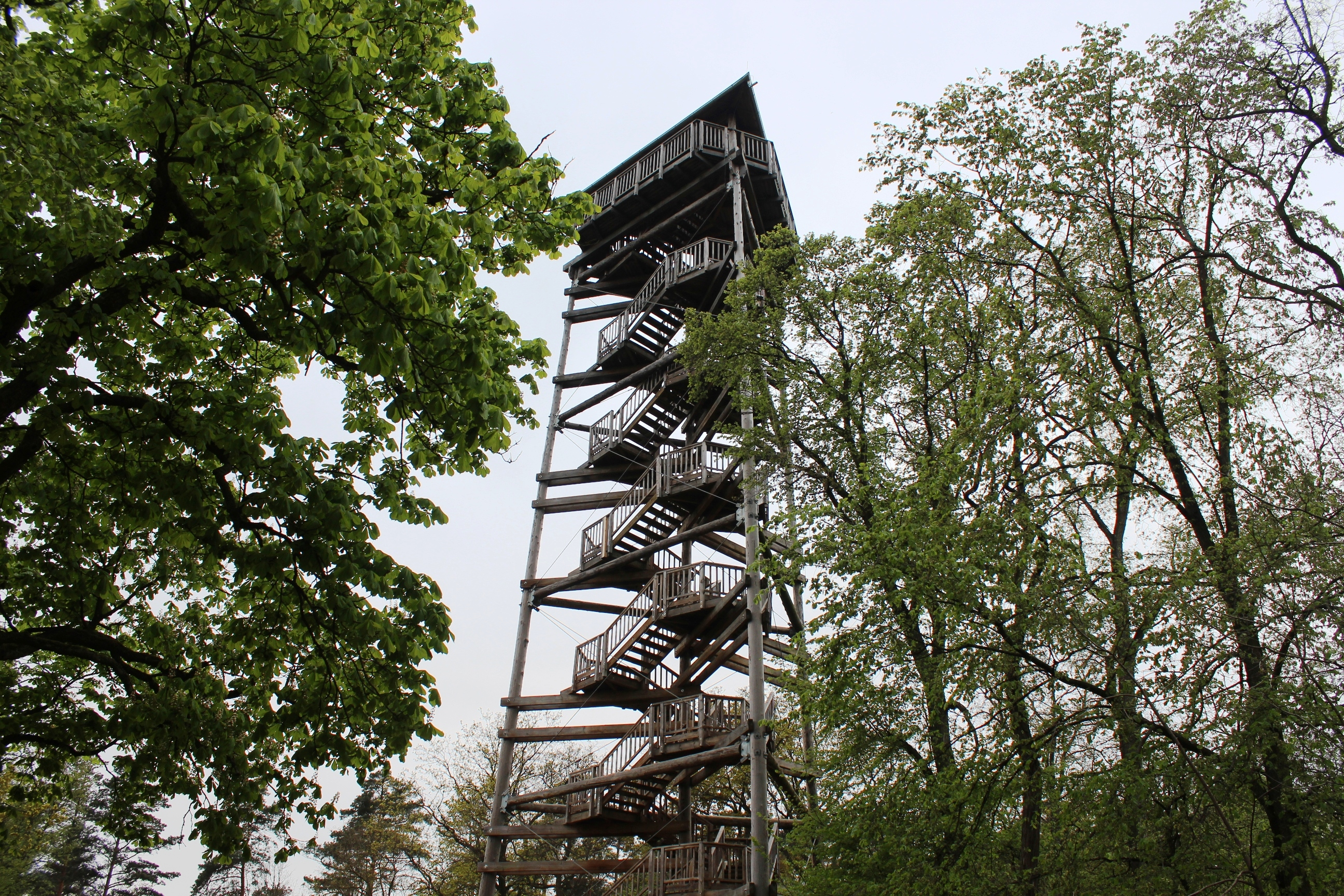
Wieża widokowa
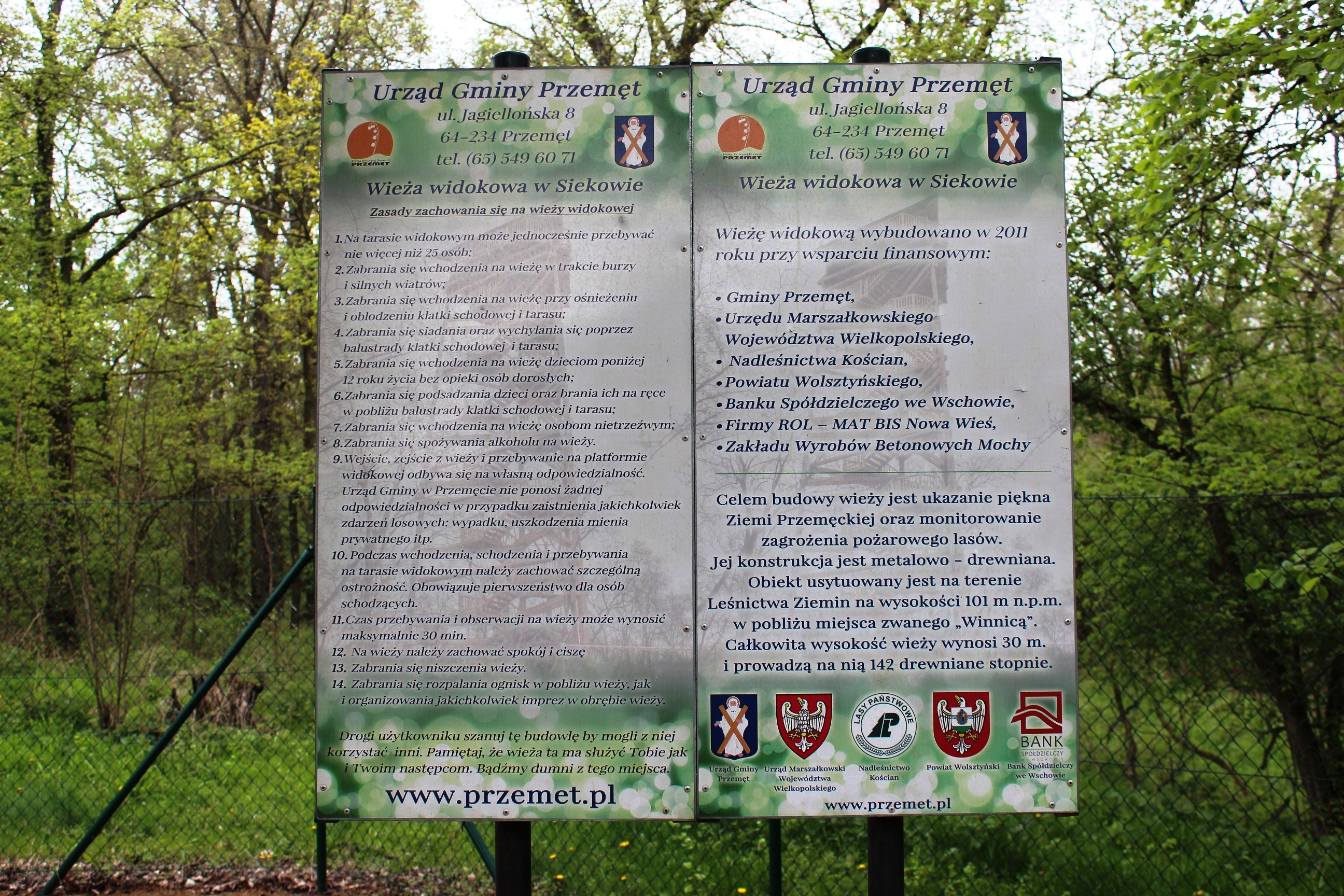
Informacja o wieży widokowej
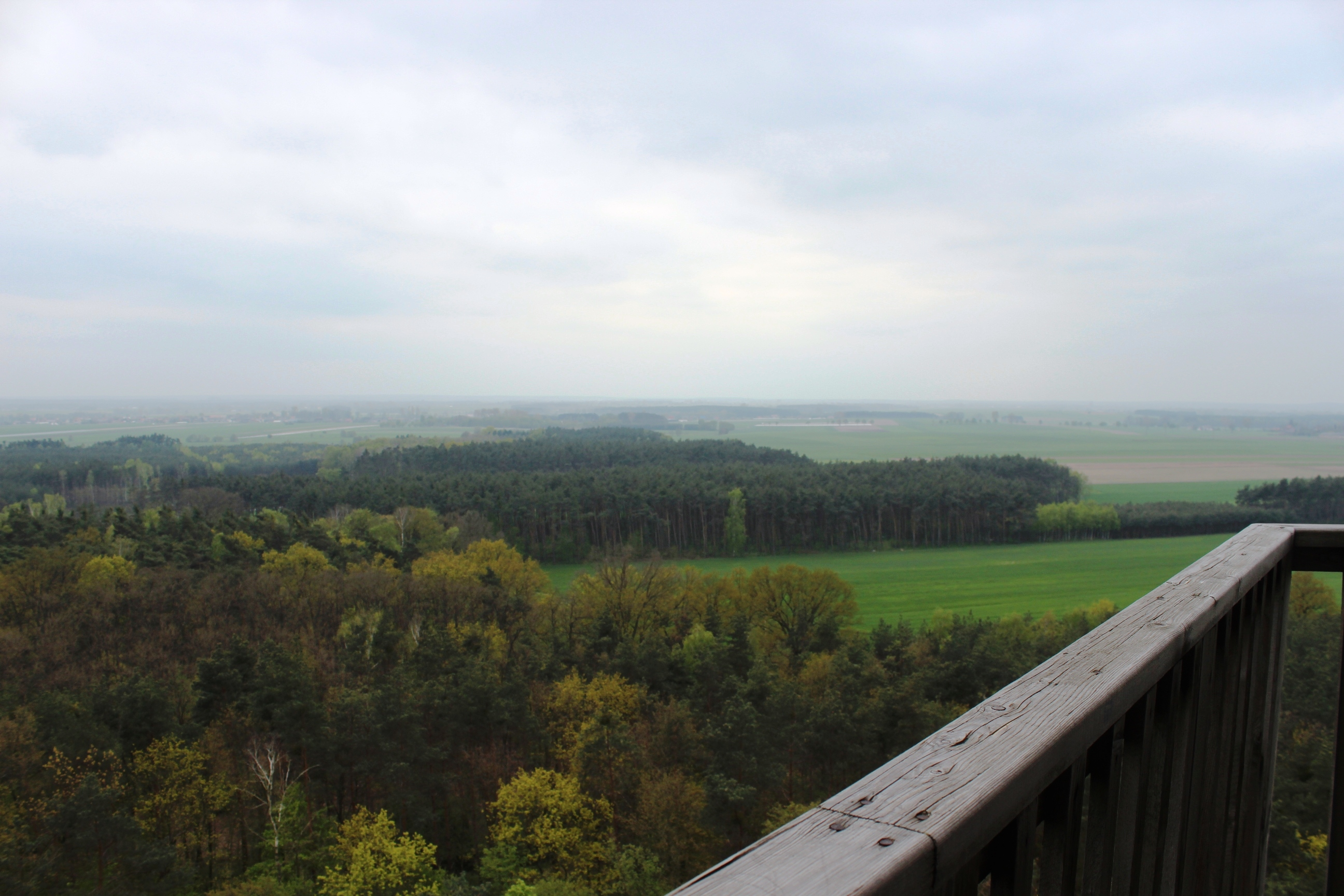
Widok z wieży widokowej